# ダイムラー・ベンツ DB 602

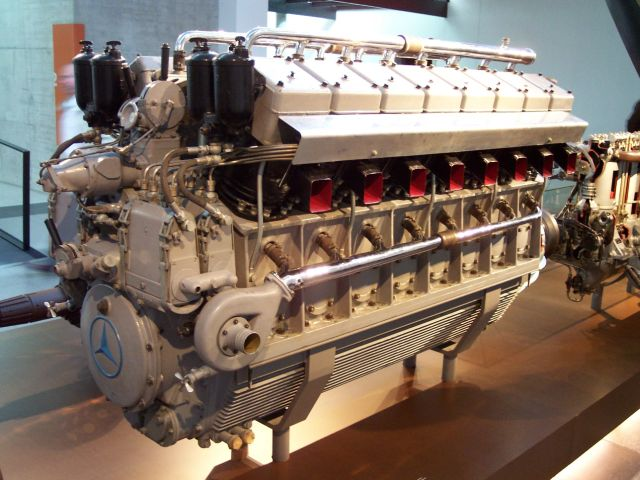
ダイムラー・ベンツ DB 602

DB 602は、ダイムラー・ベンツにより設計された航空用ディーゼルエンジンである。本エンジンは液冷の正立V型16気筒エンジンであり、2隻のヒンデンブルク級飛行船に搭載された。

## 搭載機
- LZ 129 ヒンデンブルク
- LZ 130 グラーフ・ツェッペリンII

## 展示中のエンジン
現存するダイムラー・ベンツ製DB 602がツェッペリン博物館フリードリヒスハーフェンに展示されている。

## 要目
（DB602）Gunston.
- タイプ：液冷 V型16気筒 航空用ディーゼルエンジン
- ボア×ストローク：
- 排気量：54.1 L (3,301 in³)
- 全長：
- 全幅：
- 乾燥重量：1,976 kg (4,356 lb)
- 圧縮比：
- 動弁機構：
- 燃料供給方式：
- 過給機：
- 馬力：984 kW (1,320 hp)
- 排気量比出力：
- 馬力重量比：0.5 kW/kg (0.3 hp/lb)